# 船平山站
船平山站（日语：／ Funahirayama eki */?）是位於山口縣山口市阿東德佐中字水戶，西日本旅客鐵道（JR西日本）的山口線車站。
此站是山口縣內山口線內最北車站。

## 歷史
- 1947年（昭和22年） - 山口線德佐站至津和野站之間開設此臨時乘降場。
  - 當時車站位於山口縣阿武郡德佐村（日语：徳佐村）德佐中字水戶。
- 1954年（昭和29年）2月1日 - 升級至臨時停車場[2]。
- 1955年（昭和30年）4月1日 - 隨著阿東町成立，車站地址改為山口縣阿武郡阿東町德佐中字水戶。
- 1961年（昭和36年）4月1日 - 正式升級至車站[1]。
- 1987年（昭和62年）4月1日 - 伴隨國鐵分割民營化，車站由西日本旅客鐵道（JR西日本）營運[3]。
- 2010年（平成22年）1月16日 - 隨著阿東町編入山口市（第三次），車站地址變成現時的地址。
- 2013年（平成25年）7月28日 - 發生暴雨成災（日语：平成25年7月28日の島根県と山口県の大雨），包括此站在內，宮野站至益田站之間暫停服務（宮野站至地福站之間於8月5日重開，津和野站至益田站於11月16日重開）。地福站至津和野站之間重開日期為平成26年8月23日[4]。

## 車站構造
車站是一座地面車站，設有1面1線的單式月台，益田方向的列車會開啟右邊車門。此站是由新山口站管理的無人車站。月台上設有候車室。車站出入口連接連接月台。此站啟用以來已經是無人車站，曾經此站設有簡易委託服務，委托售賣車票。

## 利用狀況
以下為近年的乘車人次列表：
| 年度 | 1日平均 乘車人次 |
| ---- | ---------------- |
| 1999 | 33               |
| 2000 |                  |
| 2001 | 34               |
| 2002 | 22               |
| 2003 | 15               |
| 2004 | 12               |
| 2005 | 16               |
| 2006 | 13               |
| 2007 | 20               |
| 2008 | 17               |
| 2009 | 12               |
| 2010 | 9                |
| 2011 | 7                |
| 2012 | 8                |
| 2013 | 3                |
| 2014 | 6                |
| 2015 | 6                |
| 2016 | 8                |
| 2017 | 8                |
| 2018 | 6                |
| 2019 | 5                |

## 車站周邊
車站位於山間的小村落內。
- 船平山滑雪場

## 相鄰車站
西日本旅客鐵道（JR西日本）
■山口線
德佐－船平山－津和野

## 注腳
1. 1 2  歴史でめぐる鉄道全路線 国鉄・JR 7号、14頁
2. 1 2  歴史でめぐる鉄道全路線 国鉄・JR 7号、13頁
3. ↑  歴史でめぐる鉄道全路線 国鉄・JR 7号，15頁
4. ↑  山陰線（須佐～奈古駅間）、山口線（地福～津和野駅間）の運転再開見込みなどについて （页面存档备份，存于）（日語） - 西日本旅客鐵道新聞稿，2014年7月16日
5. ↑  . 菅沼天虎の紙屑談義.   [2018-12-10]. （原始内容存档于2019-11-23） （日语）.
6. ↑  山口県統計年鑑 （页面存档备份，存于）（日語） - 山口縣

## 外部連結
- 船平山｜車站資訊：JR出門網 - 西日本旅客鐵道（日語）